# Wefensleben
Wefensleben es un municipio situado en el distrito de Börde, en el estado federado de Sajonia-Anhalt (Alemania), a una altitud de 120 metros. Su población a finales de 2015 era de unos 1820 habitantes y su densidad poblacional, 140 hab/km².
La distancia entre Wefensleben y Berlín- capital de Alemania- es de 2 h 17 minutos en vehículo.     